# Gauziolène
Gauziolène (Gauziolenus) est un évêque du Mans du VIIIe siècle.

## Biographie
Fils de Roger, comte du Mans, il exerce la fonction de clerc. Il est poussé par son père et son frère Hervé après 721/723 sur le siège épiscopal du Mans. Il est consacré par l'archevêque de Rouen dont le consentement a été acheté, faute d'avoir pu obtenir l'accord de l'archevêque de Tours.